# Mina (Laconie)
Pour les articles homonymes, voir Mina.
Mina ou Mína (en grec moderne : Μίνα) est un village du dème du Magne-Oriental, dans le district régional de Laconie, en Grèce

## Communauté locale de Mína
Mina est le siège d'une communauté locale du sud-ouest du Magne entre Areópoli et Geroliménas.
Les villages de la communauté locale de Mina sont:
- Mina,
- Angeiadaki,
- Ágios Geórgios,
- Vamvaka,
- Erimos,
- Karynia,
- Kouloumion,
- Koutrela,
- Lakkos,
- Mézapos,
- Mermygianika,
- Briki,
- Polemitas.